# Walter Godefroot
Walter Godefroot (Gand, 2 luglio 1943) è un dirigente sportivo, ex ciclista su strada e pistard belga.
Specialista delle corse di un giorno, fu bronzo olimpico nel 1964 nella prova individuale in linea, mentre tra i professionisti vinse due Giri delle Fiandre, una Parigi-Roubaix, una Liegi-Bastogne-Liegi e dieci tappe al Tour de France. È stato nella sua epoca uno dei ciclisti più vincenti nelle classiche, insieme ai connazionali Eddy Merckx e Roger de Vlaeminck.

## Carriera
Passato professionista nel 1965, fu uno specialista delle corse di un giorno: in carriera si aggiudicò quattro classiche monumento – Liegi-Bastogne-Liegi (1967), Parigi-Roubaix (1969) e Giro delle Fiandre (1968, 1978) – guadagnandosi al contempo il soprannome di Bulldog delle Fiandre. Fece inoltre sua la maglia verde della classifica a punti al Tour de France 1970 e fu il primo a vincere sull'ormai classico finale sugli Champs-Élysées nel 1975. Fu squalificato tre volte in carriera per doping.
Diventato direttore sportivo, durante gli anni alla Telekom ha guidato sapientemente al successo corridori come Bjarne Riis, Jan Ullrich ed Erik Zabel. Riguardo agli ultimi due atleti Godefroot disse che se si potesse miscelare il talento di Ullrich con la testa e la serietà di Zabel avremmo a che fare con un nuovo Eddy Merckx. Prima della stagione 2006 Walter Godefroot lasciò la Telekom e il suo posto fu preso da Olaf Ludwig. Passò all'Astana più avanti nella stagione, su espressa richiesta del capitano Aleksander Vinokurov.
Il 25 maggio 2007 Bjarne Riis, vincitore del Tour de France 1996 e membro del Team Telekom del quale Godefroot era l'allenatore, ammise l'uso di EPO. Riis affermò che Godefroot avrebbe chiuso un occhio nell'uso di sostanze dopanti nella squadra, ma il manager belga negò l'uso di EPO nel team tedesco.

## Palmarès
- 1964

Gent-Staden
- 1965

Circuit du Sud-Ouest
Campionati belgi, Prova in linea
- 1966

1ª tappa Giro del Belgio
Dwars door Vlaanderen
1ª tappa, 1ª semitappa Volta Ciclista a Catalunya
1ª tappa, 2ª semitappa Volta Ciclista a Catalunya
3ª tappa Volta Ciclista a Catalunya
6ª tappa Volta Ciclista a Catalunya
8ª tappa Volta Ciclista a Catalunya
- 1967

Liegi-Bastogne-Liegi
1ª tappa Tour de Romandie (Ginevra > Sierre)
7ª tappa, 1ª semitappa Tour de Suisse (Möhlin > Brugg)
1ª tappa, 2ª semitappa Tour de France (Angers > Saint-Malo)
Nokere Koerse
- 1968

Dwars door Vlaanderen
3ª tappa Vuelta a Andalucía
8ª tappa Vuelta a Andalucía
2ª tappa Parigi-Nizza (Blois > Nevers)
6ª tappa Parigi-Nizza (Pont-Saint-Esprit > Marignane)
Giro delle Fiandre
Gand-Wevelgem
2ª tappa Tour de Suisse (Langenthal > Binningen)
3ª tappa, 2ª semitappa Tour de France (Forest > Roubaix)
9ª tappa Tour de France (Royan > Bordeaux)
- 1969

6ª tappa, 2ª semitappa Circuit des Six Provinces
3ª tappa Tour de Suisse (Binningen > Soletta)
Tour de Wallonnie
Parigi-Roubaix
Grote Scheldeprijs
Gran Premio del Canton Argovia
- 1970

3ª tappa Giro del Belgio
Giro della Provincia di Reggio Calabria
Meisterschaft von Zürich
8ª tappa Giro d'Italia (Rovereto > Bassano del Grappa)
4ª tappa Tour de France (Rennes > Lisieux)
5ª tappa, 1ª semitappa Tour de France (Lisieux > Rouen)
- 1971

7ª tappa Vuelta a España (Barcellona > Manresa)
8ª tappa Vuelta a España (Balaguer > Jaca)
1ª tappa, 2ª semitappa Setmana Catalana de Ciclisme (Castelldefels > Reus)
9ª tappa Tour de France (Clermont Ferrand > Saint-Étienne)
- 1972

Campionati belgi, Prova in linea
5ª tappa, 1ª semitappa Tour de France (Royan > Bordeaux)
- 1973

1ª tappa Giro del Belgio
Circuit de Flandre orientale
Circuit du Brabant central
Omloop der drie Provinicien
5ª tappa Vuelta a Andalucía
4ª tappa, 1ª semitappa Paris-Nice (Tournon > Valence)
5ª tappa Tour de France (Nancy > Mulhouse)
16ª tappa, 1ª semitappa Tour de France (Fleurance > Bordeaux)
- 1974

Rund um den Henninger-Turm
Campionato di Zurigo
3ª tappa, 1ª semitappa Quattro Giorni di Dunkerque (San Quintino > Valenciennes)
Classifica generale Quattro Giorni di Dunkerque
- 1975

22ª tappa Tour de France (Champs-Élysées)
- 1976

2ª tappa Giro del Belgio
- 1977

3ª tappa, 1ª semitappa Quattro Giorni di Dunkerque (San Quintino > Saint-Amand-les-Eaux)
- 1978

Giro delle Fiandre

### Altri successi
- 1970

Classifica a punti Tour de France
Circuit de l'Aulne (Criterium)

## Piazzamenti

### Grandi Giri
- Giro d'Italia

1970: 55º
1978: ritirato (12ª tappa)
- Tour de France

1967: 60º
1968: 20º
1970: 29º
1971: fuori tempo massimo (11ª tappa)
1972: 44º
1973: 65º
1975: 51º
- Vuelta a España

1971: 30º

### Classiche monumento
- Milano-Sanremo

1967: 7º
1968: 9º
1969: 5º
1970: 5º
1971: 21º
1972: ritirato
1973: 10º
1974: 7º
1975: 30º
1976: 9º
1977: 16º
- Giro delle Fiandre

1966: 27º
1967: 15º
1968: vincitore
1969: 13°
1970: 2º
1971: 19º
1973: 6º
1974: squalificato
1975: 14º
1976: 8º
1977: 2º
1978: vincitore
1979: 8º
- Parigi-Roubaix

1966: 20º
1967: 34º
1968: 3º
1969: vincitore
1970: 5º
1971: 13º
1973: 2º
1974: 18º
1975: 8º
1976: 5º
1977: 15º
1978: 11º
1979: 13º
- Liegi-Bastogne-Liegi

1966: 4º
1967: vincitore
1968: 2º
1969: 18º
1973: 3º
1974: 14º
1975: 3º
1976: 12º
1978: ritirato
1979: 30º
- Giro di Lombardia

1968: 14º
1971: ritirato
1974: 22º
1976: ritirato

### Competizioni mondiali
- Campionati del mondo

San Sebastián 1965 - In linea: 20º
Imola 1968 - In linea: ritirato
Zolder 1969 - In linea: 19º
Leicester 1970 - In linea: 7º
Mendrisio 1971 - In linea: 41º
Gap 1972 - In linea: ritirato
Barcellona 1973 - In linea: 11º
Ostuni 1976 - In linea: 19º
San Cristóbal 1977 - In linea: 10º
Nürburgring 1978 - In linea: 22º
Valkenburg 1979 - In linea: ritirato
- Giochi olimpici

Tokyo 1964 - In linea: 3º